# Редуктор (компания)
Реду́ктор (до 1992 года — Ижевский редукторный завод им. В. И. Ленина) — машиностроительное предприятие в Ижевске, основанное в конце XIX века как чугунолитейная мастерская. В 1941 году на производственную площадку завода было эвакуировано оборудование Харьковского машиностроительного завода, предприятие получило наименование «Ижевский завод подъёмно-транспортного оборудования им. В. И. Ленина». С 1945 года специализируется на производстве механических редукторов.

## История
В 1860-х годах году на участке в углу современных улиц Кирова и Пушкинской в Ижевске местным фабрикантом И. С. Березиным была основана чугунолитейная мастерская, позднее получившая оружейную специализацию. В начале 1918 года фабрика была национализирована и фактически остановлена. Производство чугуна достигло уровня 1917 года только к 1927 году, когда завод выплавил 91 тонну. К 1940 году штат завода состоял из 205 человек.

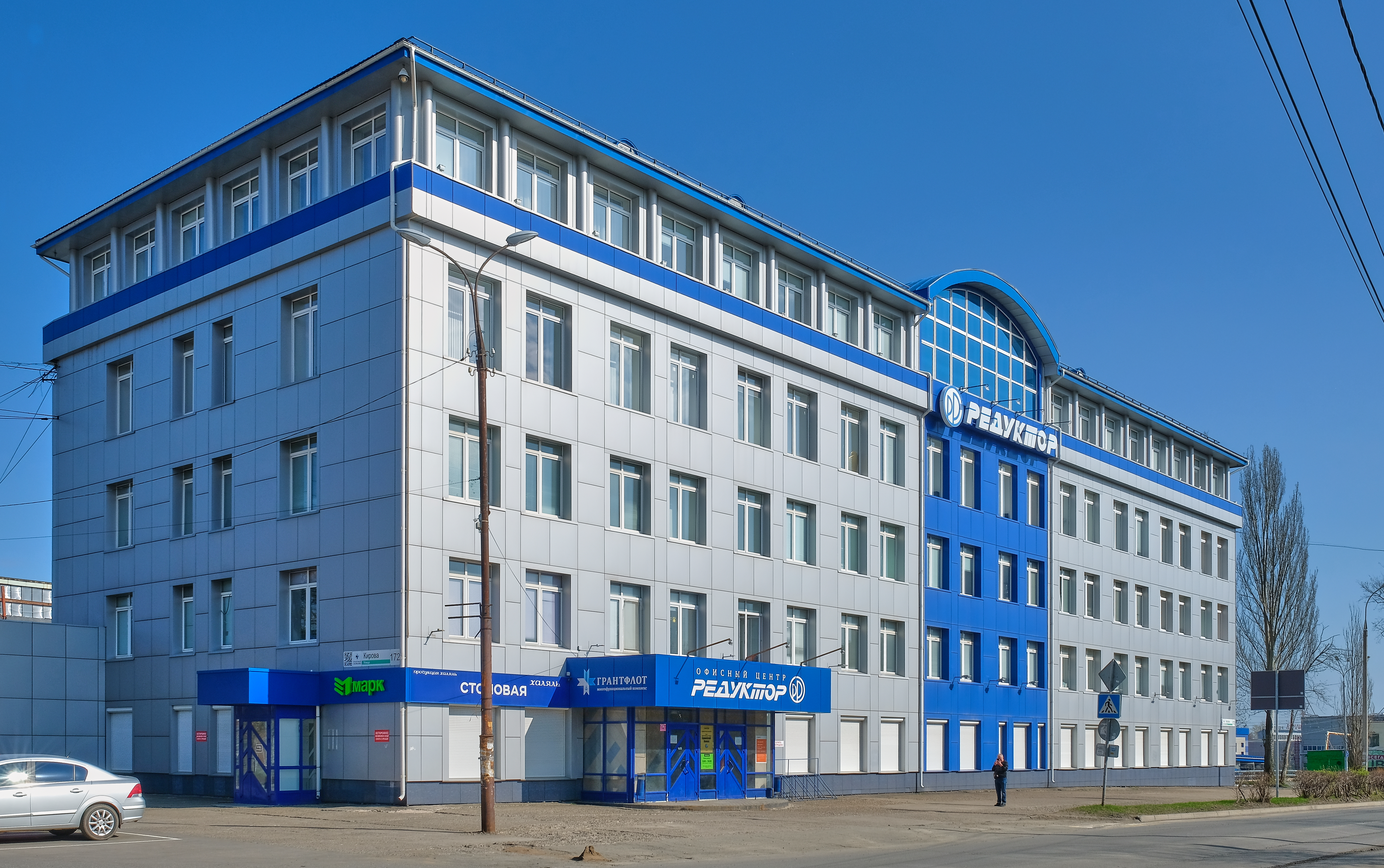
Бывший заводской корпус, ныне офисное здание на ул. Коммунаров

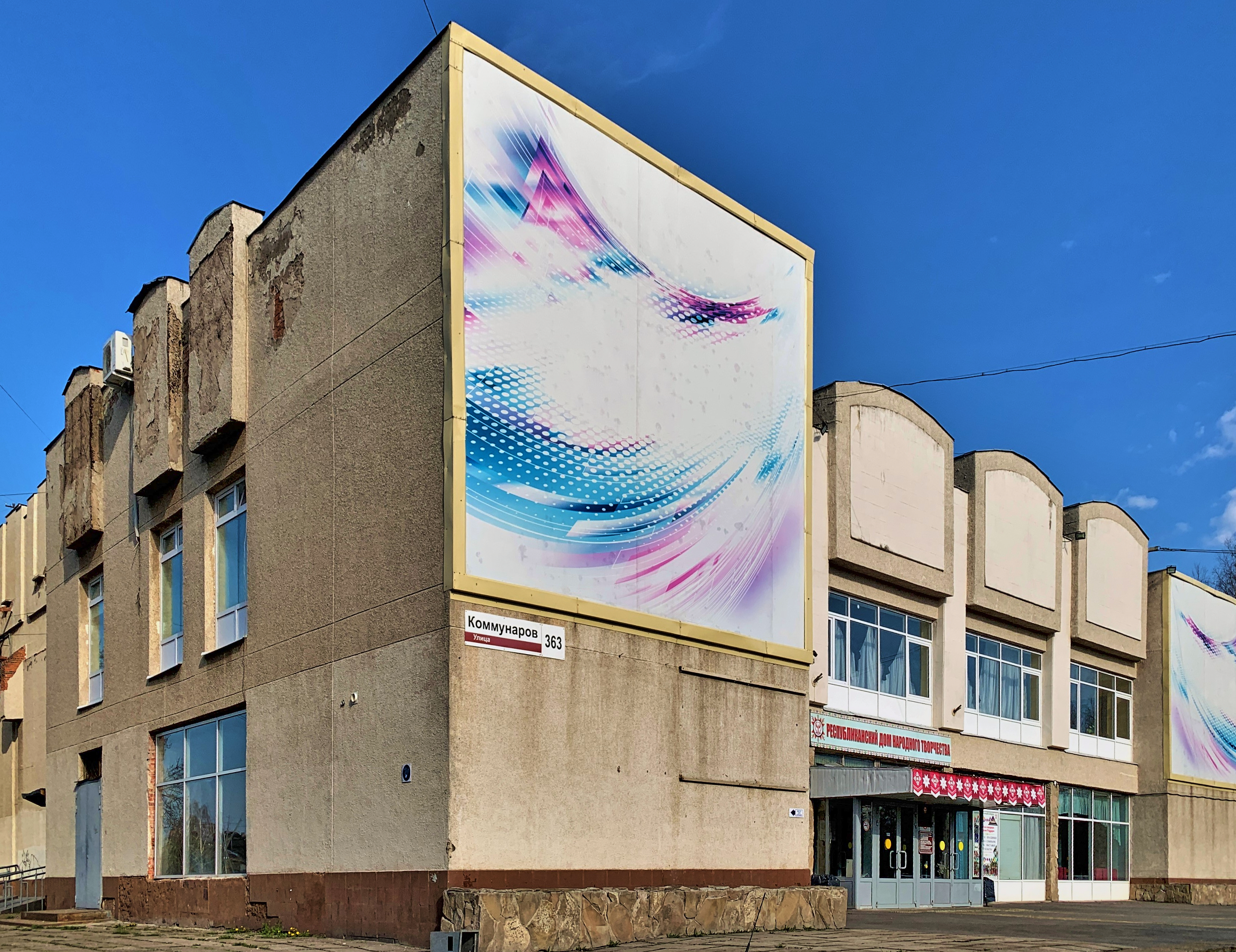
ДК «Редуктор», ныне Республиканский дом народного творчества (ул. Коммунаров, 363)

В 1941 году на производственную площадку завода было эвакуировано оборудование Харьковского машиностроительного завода. Предприятие получило наименование «Ижевский завод подъёмно-транспортного оборудования им. В. И. Ленина», вошло в ведение Наркомата тяжёлого машиностроения СССР и производило подъёмное оборудование, а также чугунные детали для танковых двигателей и стрелкового оружия. В 1943—1945 годах завод выпускал танковые домкраты и водяные насосы. В 1945 году на заводе освоили производство редукторов серий Р-3 и Р-5.
В 1946 году завод перешёл в ведение Наркомата строительного и дорожного машиностроения, количество произведённых редукторов превысило 2 тыс. штук. В 1947 году предприятие объединилось с Ижевским механическим заводом № 4 под названием «Ижевский завод строительных машин им. В. И. Ленина». Объём производства редукторов постоянно возрастал. В 1950 году было освоено производство редукторов серий РГН и РГК, в 1951 году для оборудования Волго-Донского канала завод на заказ произвёл несколько червячных и специальных дифференциальных редукторов. С 1950-х годов начался постепенный переход на серийное производство редукторов 2-го класса точности серии РМ, а с 1960-х годов — горизонтальных цилиндрических редукторов серии РЦД. В 1967 году завод выпустил свой первый миллионный редуктор.
В 1976 году на базе Ижевского завода строительных машин было создано промышленно-производственное объединение «Редуктор».
В этот период ижевские редукторы экспортировались в 37 стран мира. В 1973—1974 годах было освоено производство редукторов серии Ц2У. В 1970—1974 годах на предприятии был изготовлен уникальный редуктор для обеспечения работы радиотелескопа РАТАН-600, вступившего в строй в 1975 году. В 1981—1985 годах был реконструирован литейный цех завода, построена южная проходная и механизированный склад готовой продукции. Также силами предприятия был построен 72-квартирный жилой дом и дом культуры на 600 мест. К 1989 году суммарный объём производства цилиндрических редукторов с момента их освоения предприятием достиг 7 млн штук, что составляло на тот момент около 75 % от всех выпущенных в СССР таких механизмов.
В начале 1990-х годов спрос на редукторы существенно сократился. В этот период в составе завода действовали 613 единицы оборудования, объединённые в 19 автоматических линий и 35 поточно-механизированных линий. С 1993 года было освоено производство станков-качалок серии СКР для нефтедобывающей промышленности, специальных редукторов для угледобывающей промышленности, а также редукторов с лебёдками для трубовозов. Также завод наладил производство мотоблоков, автомобильных домкратов и дверных замков.
В 1992 году предприятие было акционировано и получило наименование ОАО «Редуктор». С 2007 года завод выпускает блочно-модульные червячные редукторы и мотор-редукторы 9-й серии. В 2012 году было освоено серийное производство цилиндрических и коническо-цилиндрических редукторов серий 9Ц и 9КЦ.